# Undervandsrugby
Undervandsrugby (UV-rugby) foregår i den dybe ende af svømmebassiner. Udøverne har badebukser/badedragt, (dykker)maske, snorkel og svømmefødder på under hele kampen. Til beskyttelse af trommehinden anvendes samme hætter som til vandpolo.
Der spilles på tværs i den dybe ende af et vandbassin, som man f.eks. finder i en svømmehal. Spillet foregår på bunden af bassinet med en bold, der er fyldt med saltvand og derfor tungere end vandet i bassinet.
Målene er to metalkurve (som ligner basketballkurve eller skraldespande), der ofte er skruet fast i bunden på hver sin side af banen. Boldførende spiller må angribe modspillere. Spillere må angribes så længe de er boldbesiddende. Slag, spark, halsgreb og angreb på badetøj og udstyr er ikke tilladt. Set udefra ligner det nok undervands-brydning.
Hvert hold består af 6 spillere i vandet, 6 udskiftere på kanten og evt. tre reserver. En målmand, højre back, venstre back, højre wing, midtermand og venstre wing. Alle spillere, har en udskifter. Der udskiftes frit og efter behov. Det ender som regel med at hver spiller på samme position får lige meget vandtid. En kamp består af to gange 15 minutters effektiv spilletid med en pause på 5 minutter mellem de to halvlege.
Spillet er meget særpræget fordi det er en af de få boldspil der i udpræget grad benytter alle tre dimensioner. Denne finurlighed betyder også, at "overblik" i sporten er yderst afgørende.